# Třída River (1932)
Třída River (jinak též třída Thames) byla třída diesel-elektrických oceánských ponorek postavených pro britské královské námořnictvo. Celkem byly postaveny tři ponorky této třídy. Jedna byla potopena za druhé světové války.

## Stavba
Plánována byla stavba 20 flotilových ponorek této třídy. Dokončeny ale byly jen tři. Jejich stavba byla zahájena v letech 1931–1933 a do služby vstoupily v letech 1932-1935.
Jednotky třídy River:
| Jméno             | Loděnice                   | Založení kýlu | Spuštění na vodu | Přijetí do služby | Status                                                    |
| ----------------- | -------------------------- | ------------- | ---------------- | ----------------- | --------------------------------------------------------- |
| Thames (F71, N71) | Vickers-Armstrongs, Barrow | leden 1931    | 26. ledna 1932   | září 1932         | Dne 23. července 1940 se potopila, pravděpodobně na mině. |
| Severn (F57, N57) | Vickers-Armstrongs, Barrow | březen 1933   | 16. ledna 1934   | leden 1935        | Prodána do šrotu 1946.                                    |
| Clyde (F12, N12)  | Vickers-Armstrongs, Barrow | květen 1933   | 15. března 1934  | duben 1935        | Prodána do šrotu 1946.                                    |

## Konstrukce

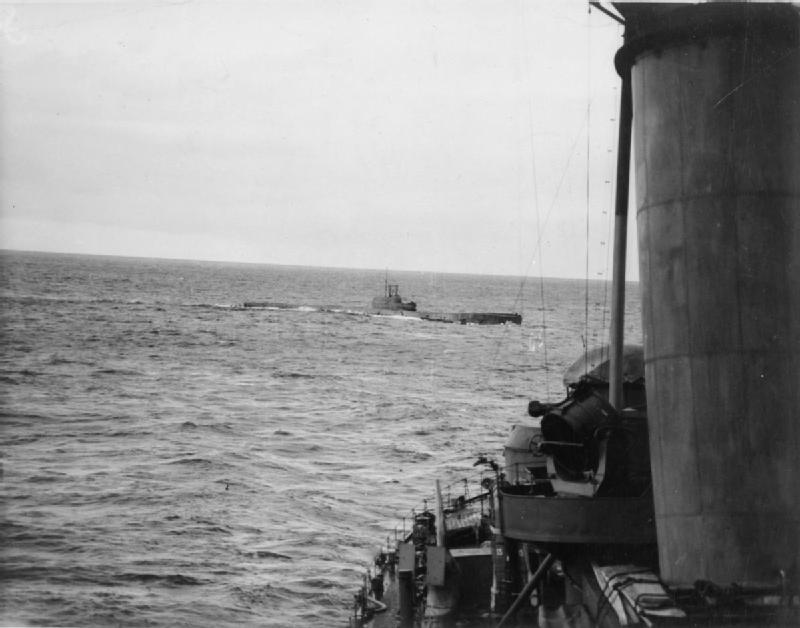
HMS Clyde

Ponorky měly dvoutrupou koncepci. Výzbroj tvořil jeden 102mm/40 kanón QF Mk.XII a šest 533mm příďových torpédometů. Pouze ponorka Thames měla do roku 1934 120mm/45 kanón QF Mk.IX. Neseno bylo celkem 12 torpéd. Pohonný systém tvořily dva diesely Admiralty o výkonu 10 000 hp a dva elektromotory o výkonu 2500 hp, pohánějící dva lodní šrouby. Nejvyšší rychlost dosahovala 22 uzlů na hladině (Thames 22,5 uzlu) a 10 uzlů pod hladinou. Hloubka ponoru dosahovala 60 metrů.

### Modifikace
Clyde a Severn během války dostaly ještě jeden protiletadlový 20mm kanón Oerlikon. Dále byly vybaveny radarem, sonarem a upraveny pro vypouštění až 12 min z torpédometů.

## Operační služba
Třída byla nasazena ve druhé světové válce. Clyde se v roce 1940 podařilo torpédem vážně poškodit německý bitevní křižník Gneisenau. Thames byla ztracena roku 1940 na minách. Její sesterské lodě byly díky svému prostornému trupu používány k zásobovacím misím ve Středomoří. Vyřazeny byly roku 1946.